# Mapa cognitivo

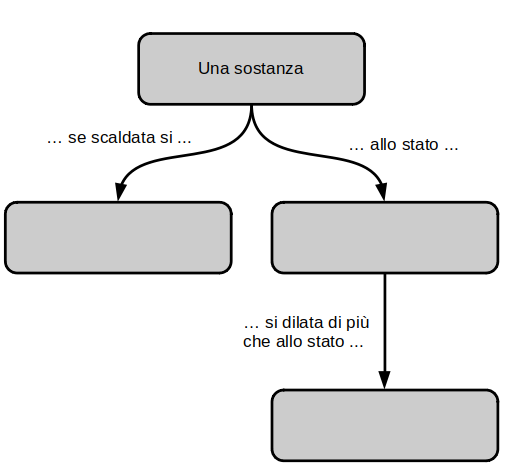
Ejemplo de mapa cognitivo.

Un mapa cognitivo (a veces llamado, pero no debe confundirse con, mapa mental o modelo mental) es un tipo de representación mental que sirve a un individuo para adquirir, codificar, almacenar, recordar y decodificar información sobre las ubicaciones relativas y los atributos de fenómenos en su entorno espacial cotidiano o metafórico. El concepto fue introducido por Edward Tolman en 1948. El concepto se utilizó para explicar el comportamiento de las ratas que parecían aprender el diseño espacial de un laberinto y, posteriormente, el concepto se aplicó a otros animales, incluidos los humanos. El término fue luego generalizado por algunos investigadores, especialmente en el campo de la investigación operativa, para referirse a una especie de red semántica que representa el conocimiento o los esquemas personales de un individuo.

## Visión general
Los mapas cognitivos se han estudiado en diversos campos, como la psicología, la educación, la arqueología, la planificación, la geografía, la cartografía, la arquitectura, la arquitectura del paisaje, la planificación urbana, la gestión y la historia. Debido al amplio uso y estudio de los mapas cognitivos, se ha convertido en un coloquialismo para casi cualquier modelo o representación mental. Como consecuencia, estos modelos mentales a menudo se denominan, de diversas formas, mapas cognitivos, mapas mentales, guiones, esquemas y marcos de referencia.
Los mapas cognitivos sirven para la construcción y acumulación de conocimiento espacial, permitiendo que el "ojo de la mente" visualice imágenes para reducir la carga cognitiva, mejorar la memoria y el aprendizaje de información. Este tipo de pensamiento espacial también se puede utilizar como metáfora de tareas no espaciales, donde las personas que realizan tareas no espaciales que involucran memoria e imágenes utilizan el conocimiento espacial para ayudar en el procesamiento de la tarea.
Se ha especulado que los correlatos neurales de un mapa cognitivo son el sistema de células de lugar en el hipocampo y las células de red descubiertas en la corteza entorrinal.

## Base neurológica
Se cree que el mapeo cognitivo es en gran parte una función del hipocampo. El hipocampo está conectado con el resto del cerebro de tal manera que es ideal para integrar información espacial y no espacial. Las conexiones de la corteza postrinal y la corteza entorrinal medial proporcionan información espacial al hipocampo. Las conexiones de la corteza perirrinal y la corteza entorrinal lateral proporcionan información no espacial. La integración de esta información en el hipocampo hace que el hipocampo sea una ubicación práctica para el mapeo cognitivo, que necesariamente implica combinar información sobre la ubicación de un objeto y sus otras características.
O'Keefe y Nadel fueron los primeros en delinear una relación entre el hipocampo y el mapeo cognitivo. Muchos estudios adicionales han mostrado evidencia adicional que apoya esta conclusión. Específicamente, las células piramidales (células de lugar, células de contorno y células de red) han sido implicadas como la base neuronal para mapas cognitivos dentro del sistema hipocampal.
Numerosos estudios de O'Keefe han implicado la participación de células de lugar. Las células de lugar individuales dentro del hipocampo corresponden a ubicaciones separadas en el entorno con la suma de todas las células que contribuyen a un solo mapa de un entorno completo. La fuerza de las conexiones entre las células representa las distancias entre ellas en el entorno real. Las mismas celdas se pueden utilizar para construir varios entornos, aunque las relaciones de las celdas individuales entre sí pueden diferir mapa por mapa. La posible participación de células de lugar en el mapeo cognitivo se ha visto en varias especies de mamíferos, incluidas ratas y macacos. Además, en un estudio de ratas realizado por Manns y Eichenbaum, las células piramidales del hipocampo también participaron en la representación de la ubicación y la identidad del objeto, lo que indica su participación en la creación de mapas cognitivos. Sin embargo, ha habido cierta controversia sobre si tales estudios de especies de mamíferos indican la presencia de un mapa cognitivo y no otro método más simple para determinar el entorno de uno.
Si bien no se encuentran en el hipocampo, las células de la red de la corteza entorrinal medial también se han visto implicadas en el proceso de integración de la ruta, desempeñando realmente el papel de integrador de la ruta, mientras que las células de lugar muestran la salida de la información obtenida a través de la integración de la ruta. Los resultados de la integración de la ruta son luego utilizados por el hipocampo para generar el mapa cognitivo. Es probable que el mapa cognitivo exista en un circuito que involucre mucho más que solo el hipocampo, incluso si se basa principalmente allí. Aparte de la corteza entorrinal medial, el presubículo y la corteza parietal también se han implicado en la generación de mapas cognitivos.

### Teoría de mapas paralelos
Ha habido alguna evidencia para la idea de que el mapa cognitivo está representado en el hipocampo por dos mapas separados. El primero es el mapa de rumbo, que representa el entorno a través de señales de movimiento propio y señales de gradiente. El uso de estas señales basadas en vectores crea un mapa bidimensional aproximado del entorno. El segundo mapa sería el mapa de boceto que funciona a partir de señales posicionales. El segundo mapa integra objetos específicos o puntos de referencia y sus ubicaciones relativas para crear un mapa 2D del entorno. El mapa cognitivo se obtiene así mediante la integración de estos dos mapas separados. Esto nos lleva a comprender que no es solo un mapa, sino tres los que nos ayudan a crear este proceso mental. Debe quedar claro que la teoría de mapas paralelos todavía está creciendo. El mapa de boceto se basa en explicaciones y procesos neurobiológicos anteriores, mientras que el mapa de rumbo tiene muy poca investigación para respaldar su evidencia.

## Generación
El mapa cognitivo se genera a partir de una serie de fuentes, tanto del sistema visual como de otros lugares. Gran parte del mapa cognitivo se crea a través de señales de movimiento autogeneradas. Las entradas de los sentidos como la visión, la propiocepción, el olfato y el oído se utilizan para deducir la ubicación de una persona dentro de su entorno a medida que se mueve a través de él. Esto permite la integración de la ruta, la creación de un vector que representa la posición y la dirección de uno dentro del entorno de uno, específicamente en comparación con un punto de referencia anterior. Este vector resultante se puede transmitir a las células del lugar del hipocampo donde se interpreta para proporcionar más información sobre el entorno y la ubicación de uno mismo dentro del contexto del mapa cognitivo.
Las señales direccionales y los puntos de referencia posicionales también se utilizan para crear el mapa cognitivo. Dentro de las señales direccionales, tanto las señales explícitas, como las marcas en una brújula, como los gradientes, el sombreado o los campos magnéticos, se utilizan como entradas para crear el mapa cognitivo. Las señales direccionales se pueden utilizar tanto de forma estática, cuando una persona no se mueve dentro de su entorno mientras lo interpreta, como de forma dinámica, cuando el movimiento a través de un gradiente se utiliza para proporcionar información sobre la naturaleza del entorno circundante. Los puntos de referencia posicionales brindan información sobre el entorno al comparar la posición relativa de objetos específicos, mientras que las señales direccionales brindan información sobre la forma del entorno en sí. Estos puntos de referencia son procesados por el hipocampo juntos para proporcionar un gráfico del entorno a través de ubicaciones relativas.

## Historia
La idea de un mapa cognitivo fue desarrollada por primera vez por Edward C. Tolman. Tolman, uno de los primeros psicólogos cognitivos, introdujo esta idea al realizar un experimento con ratas y laberintos. En el experimento de Tolman, se colocó una rata en un laberinto en forma de cruz y se le permitió explorarlo. Después de esta exploración inicial, la rata se colocó en un brazo de la cruz y la comida se colocó en el siguiente brazo a la derecha inmediata. La rata fue condicionada a este diseño y aprendió a girar a la derecha en la intersección para llegar a la comida. Sin embargo, cuando se colocó en diferentes brazos del laberinto en cruz, la rata todavía fue en la dirección correcta para obtener la comida debido al mapa cognitivo inicial que había creado del laberinto. En lugar de simplemente decidir girar a la derecha en la intersección sin importar qué, la rata pudo determinar el camino correcto hacia la comida sin importar en qué lugar del laberinto se colocara.
Desafortunadamente, la investigación adicional se ralentizó debido al punto de vista conductista que prevalecía en el campo de la psicología en ese momento. En años posteriores, O'Keefe y Nadel atribuyeron la investigación de Tolman al hipocampo, afirmando que era la clave para la representación mental de la rata de su entorno. Esta observación impulsó la investigación en esta área y, en consecuencia, gran parte de la actividad del hipocampo se explica a través de la elaboración de mapas cognitivos.
Con el paso del tiempo, el mapa cognitivo fue investigado en otros campos prospectivos que lo encontraron útil, lo que condujo a definiciones y aplicaciones más amplias y diferenciadoras. Un investigador muy destacado, Colin Eden, ha mencionado específicamente su aplicación del mapeo cognitivo simplemente como cualquier representación de modelos de pensamiento.

## Críticas
En una revisión, Andrew T. D. Bennett argumentó que no hay evidencia clara de mapas cognitivos en animales no humanos (es decir, mapa cognitivo según la definición de Tolman). Este argumento se basa en análisis de estudios donde se ha encontrado que explicaciones más simples pueden dar cuenta de resultados experimentales. Bennett destaca tres alternativas más simples que no pueden descartarse en las pruebas de mapas cognitivos en animales no humanos: «Estas alternativas son (1) que el atajo aparentemente novedoso no es realmente novedoso; (2) que se está utilizando la integración de caminos; y (3) que los puntos de referencia familiares se reconocen desde un nuevo ángulo, seguido de un movimiento hacia ellos».

## Distinción del mapa mental
Un mapa cognitivo es una representación espacial del mundo exterior que se mantiene dentro de la mente, hasta que se genera una manifestación real (generalmente, un dibujo) de este conocimiento percibido, un mapa mental. El mapeo cognitivo es el mapeo mental implícito, la parte explícita del mismo proceso. En la mayoría de los casos, un mapa cognitivo existe independientemente de un mapa mental, un artículo que cubra solo mapas cognitivos permanecería limitado a consideraciones teóricas.
El mapeo mental generalmente se asocia con puntos de referencia, ubicaciones y geografía cuando se demuestra. La creación de mapas mentales depende del individuo y sus percepciones, ya sea que estén influenciados por los medios, la vida real u otras fuentes. Debido a su almacenamiento fáctico, los mapas mentales pueden ser útiles al dar direcciones y navegar. Como se dijo anteriormente, esta distinción es difícil de identificar cuando se plantea con definiciones casi idénticas, sin embargo, existe una distinción.
En algunos usos, el mapa mental se refiere a una práctica realizada por teóricos urbanos al hacer que los habitantes de la ciudad dibujen un mapa, de memoria, de su ciudad o del lugar donde viven. Esto permite al teórico tener una idea de qué partes de la ciudad o vivienda son más sustanciales o imaginables. Esto, a su vez, se presta a una idea decisiva de qué tan bien se ha realizado la planificación urbana.